# Winfried Franzen
Winfried Franzen (* 12. April 1943 in Berlin) ist ein deutscher Philosoph und Hochschullehrer.

## Leben
Franzen ist in Essen aufgewachsen. Ab 1962 studierte er Philosophie und Germanistik sowie einige Semester Romanistik an den Universitäten Freiburg und Münster. 1968 absolvierte er die Erste Philologische Staatsprüfung in Philosophie und Deutsch. Anschließend ist er als Wissenschaftlicher Mitarbeiter der an Universität Gießen tätig. Dort erfolgte 1972 die Promotion zum Dr. phil. mit der Dissertation Von der Existenzialontologie zur Seinsgeschichte: eine Untersuchung über die Entwicklung der Philosophie Martin Heideggers und 1980 die Habilitation mit der Arbeit Die Bedeutung von 'wahr' und 'Wahrheit'. Analysen zum Wahrheitsbegriff und zu einigen neueren Wahrheitstheorien.
Franzen nahm eine Lehrtätigkeit als Privatdozent an der Universität Gießen auf und übernahm zudem per Lehraufträge oder Vertretungsprofessuren auch an den Universitäten in Bielefeld, Frankfurt am Main, Marburg, Karlsruhe sowie Köln Lehrverpflichtungen.
1991 ging Franzen als Professor an die Pädagogische Hochschule Erfurt und gehörte dort zum Gründungskollegium der neuen Universität Erfurt. Mit der Integration der PH Erfurt zum 1. Januar 2001 übernahm Franzen als Universitätsprofessor den Lehrstuhl für Praktische Philosophie an der neuen Philosophischen Fakultät der Universität Erfurt. Von 1996 bis 2000 war er Prorektor für Studium und Lehre an der Pädagogischen Hochschule sowie Fachgutachter der Deutschen Forschungsgemeinschaft für Systematische Philosophie. Zum 1. Oktober 2008 trat Franzen in den Ruhestand.

## Forschungsschwerpunkte
Franzen beschäftigt sich mit der Philosophie des 20. Jahrhunderts, insbesondere mit Martin Heidegger und Begriffsgeschichte. Seit 1975 beschäftigt er sich zusätzlich mit Erkenntnistheorie, ab den 80er-Jahren dann außerdem mit Sprachphilosophie sowie mit Praktischer Philosophie und Ethik.

## Publikationen (Auswahl)
- Von der Existenzialontologie zur Seinsgeschichte. Eine Untersuchung über die Entwicklung der Philosophie Martin Heideggers, Meisenheim am Glan 1975: Anton Hain. ISBN 3-445-01251-2
- Martin Heidegger, Stuttgart 1976: Metzler. ISBN 3-476-10141-X
- Die Bedeutung von 'wahr' und 'Wahrheit'. Analysen zum Wahrheitsbegriff und zu einigen neueren Wahrheitstheorien, Freiburg/München 1982: Karl Alber. ISBN 3-495-47480-3 (Habilitationsschrift)
- Pierre Louis Moreau de Maupertuis: Sprachphilosophische Schriften. (Philosophische Betrachtungen über den Ursprung der Sprachen und die Bedeutung der Wörter. Abhandlung über die verschiedenen Mittel, deren sich die Menschen bedient haben, um ihre Vorstellungen auszudrücken.) Mit zusätzlichen Texten von A.R.J. Turgot und E.B. de Condillac übersetzt und herausgegeben sowie eingeleitet und mit Anmerkungen versehen von Winfried Franzen, Hamburg 1988: Felix Meiner. ISBN 3-7873-0762-1
- mit Andreas Dornheim, Alexander Thumfart und Arno Waschkuhn (Hrsg.): Gerechtigkeit – Interdisziplinäre Grundlagen, Opladen, Wiesbaden 1999: Westdeutscher Verlag. ISBN 3-531-13302-0